# Giovanni Perricelli
Giovanni Perricelli (né le 25 août 1967 à Milan) est un ancien athlète italien spécialiste de la marche athlétique. Il était licencié au G.S. Fiamme Azzurre. Il participa à 4 olympiades (de 1988 à 2000) et 5 championnats du monde (de 1991 à 1999).

## Carrière

### Palmarès
| Date | Compétition              | Lieu      | Résultat | Épreuve              | Performance     |
| ---- | ------------------------ | --------- | -------- | -------------------- | --------------- |
| 1988 | Jeux olympiques d'été    | Séoul     | 11e      | 50 kilomètres marche | 3 h 47 min 14 s |
| 1990 | Championnats d'Europe    | Split     | 7e       | 50 kilomètres marche | 4 h 03 min 36 s |
| 1991 | Coupe du monde de marche | San José  | 5e       | 50 kilomètres marche | 3 h 52 min 51 s |
| 1991 | Championnats du monde    | Tokyo     | —        | 50 kilomètres marche | DNF             |
| 1992 | Jeux olympiques d'été    | Barcelone | —        | 50 kilomètres marche | DNF             |
| 1993 | Coupe du monde de marche | Monterrey | 10e      | 20 kilomètres marche | 1 h 26 min 17 s |
| 1993 | Championnats du monde    | Stuttgart | 13e      | 50 kilomètres marche | 3 h 54 min 30 s |
| 1994 | Championnats d'Europe    | Helsinki  | 3e       | 50 kilomètres marche | 3 h 43 min 55 s |
| 1995 | Championnats du monde    | Göteborg  | 2e       | 50 kilomètres marche | 3 h 45 min 11 s |
| 1996 | Jeux olympiques d'été    | Atlanta   | 16e      | 20 kilomètres marche | 1 h 23 min 41 s |
| 1996 | Jeux olympiques d'été    | Atlanta   | 13e      | 50 kilomètres marche | 3 h 52 min 55 s |
| 1997 | Championnats du monde    | Athènes   | 14e      | 50 kilomètres marche | 3 h 57 min 38 s |
| 1998 | Coupe d'Europe de marche | Dudince   | 3e       | 50 kilomètres marche | 3 h 44 min 17 s |
| 1998 | Championnats d'Europe    | Budapest  | —        | 50 kilomètres marche | DNF             |
| 1999 | Championnats du monde    | Séville   | —        | 50 kilomètres marche | DNF             |
| 2000 | Jeux olympiques d'été    | Sydney    | —        | 50 kilomètres marche | DNF             |

### Records
| Épreuve              | Performance     | Lieu         | Date         |
| -------------------- | --------------- | ------------ | ------------ |
| 20 kilomètres marche | 1 h 21 min 37 s | Örnsköldsvik | 26 juin 1991 |
| 50 kilomètres marche | 3 h 43 min 55 s | Helsinki     | 13 août 1994 |